# Hangry & Angry
Hangry & Angry, anche note come Hangry & Angry-f, sono un duo musicale giapponese pop rock femminile formato nel 2008.
Il gruppo consiste di due ex cantanti del gruppo Morning Musume, ossia Hitomi Yoshizawa ("Hangry") e Rika Ishikawa ("Angry").
Esso adotta uno stile Harajuku.

## Discografia
Album
- 2008 - Kill Me Kiss Me (mini-album)
- 2009 - Sadistic Dance (album)

Singoli
- 2008 - Kill Me Kiss Me
- 2009 - Top Secret
- 2011 - Reconquista